# Lithiumperchloraat
Lithiumperchloraat is het lithiumzout van waterstofperchloraat en heeft als brutoformule LiClO4. Het is oplosbaar in water, ethanol en andere organische oplosmiddelen. Het komt voor in watervrije vorm en als een trihydraat.

## Bereiding
Lithiumperchloraat kan bereid worden door:
- de reactie van natriumperchloraat met lithiumchloride:

{\displaystyle {\ce {NaClO4 + LiCl -> LiClO4 + NaCl}}}
- de reactie van lithiumcarbonaat met waterstofperchloraat:

{\displaystyle {\ce {Li2CO3 + 2HClO4 -> 2LiClO4 + H2O + CO2 (^)}}}
- de reactie van lithiumhydroxidemonohydraat en ammoniumperchloraat in water:

{\displaystyle {\ce {LiOH . H2O + NH4ClO4 -> LiClO4 + 2H2O + NH3 (^)}}}

## Toepassingen
Lithiumperchloraat wordt gebruikt als elektrolyt, voornamelijk in lithium-ion-accu's, in een watervrije oplossing in een of meerdere oplosmiddelen, zoals dioxolaan, tetrahydrofuraan, of vinyleencarbonaat.
Lithiumperchloraat is een goede oxidator: de hoeveelheid beschikbare zuurstof per volume-eenheid is immers zeer hoog. Daarom wordt het gebruikt in raketbrandstof en andere toepassingen waar een sterke oxidator vereist is.